# Elefante Blanco (Villa Lugano)
El Elefante Blanco era un edificio de doce pisos semiabandonado, ubicado en Ciudad Oculta, del barrio de Villa Lugano en la Ciudad Autónoma de Buenos Aires. Estaba destinado a ser el hospital más grande de Latinoamérica, con especialidad en el tratamiento de tuberculosis. Pero luego del golpe militar de 1955 acabó incompleto y abandonado.
Fue completamente demolido, de forma manual, en octubre de 2018, tras el proceso que había comenzado en marzo de aquel año. En su lugar se encuentra en construcción la nueva sede del Ministerio de Desarrollo Humano y Hábitat del Gobierno de la Ciudad Autónoma de Buenos Aires, así como un nuevo espacio público en la villa 15.
El nombre por el que fue conocido, ya que nunca tuvo uno oficial, proviene de que el término elefante blanco es frecuentemente utilizado en arquitectura para referirse a grandes estructuras problemáticas u obsoletas que presentan grandes gastos de mantenimiento y dificultad de deshacer.

## Historia
El proyecto de este edificio data de 1923. Se había realizado una colecta pública para recaudar fondos con ese fin, además de un subsidio aprobado por el Congreso de la Nación por iniciativa del senador socialista Alfredo Palacios. [cita requerida]La Liga Argentina contra la Tuberculosis instalaría allí el Instituto de la Tuberculosis. Las obras comenzaron en 1938 y se paralizaron a los pocos años.
La obra en el barrio de Villa Lugano, cerca de la villa 15, fue retomada durante las dos primeras presidencias de Juan Domingo Perón (1946 - 1955). El objetivo del Elefante Blanco era ser el hospital más grande de Latinoamérica, pero nunca llegó a alcanzarlo. Luego de que el gobierno de Juan Domingo Perón fuera derrocado por el golpe militar de 1955, el edificio quedó abandonado. El gobierno militar Revolución Libertadora abandonó el proyecto, junto a otros grandes proyectos de hospitales como las obras del Policlínico de Niños y Lactantes de la calle Warnes, en la Capital Federal, y en las cuales la Fundación Eva Perón había desembolsado 400 millones de pesos.Tras el golpe de Estado de septiembre de ese año los trabajos serían paralizados, parte de su estructura sería destruida con granadas puestas por la Marina tras tomar el poder 
Durante aquel gobierno militar el edificio que abandonado y eventualmente fue invadido por okupa luego siendo abandonado en 1991.
En 2007 el entonces jefe de gobierno de la Ciudad, Jorge Telerman, cedió dos pisos del edificio a la Fundación Madres de Plaza de Mayo.A través de la fundación se realizó la limpieza y acondicionamiento del subsuelo y se instalaron dos puestos de seguridad. Se incorporaron computadoras, máquinas de coser, con las que se hacía la ropa de trabajo, y cortinas para las viviendas que construían. También funcionaba un jardín maternal. En 2013 el edificio paso nuevamente a manos del Gobierno de la Ciudad de Buenos Aires

## Demolición
En julio de 2017 el Gobierno de la Ciudad de Buenos Aires anunció que la estructura sería demolida para construir en su lugar el edificio del Ministerio de Desarrollo Humano y Hábitat.
En abril de 2018, el Gobierno de la Ciudad de Buenos Aires comenzó la demolición de la vieja estructura edilicia, luego de relocalizar a las familias que vivían en el edificio y sus inmediaciones (90 familias dentro del predio y 180 en las adyacencias).La demolición se realizó de forma manual, por seguridad, debido a la cercanía de las casas de la Villa 15.
Allí se emplazó la nueva sede del Ministerio de Desarrollo Humano y Hábitat porteño, y se construyó un nuevo espacio público. El edificio es sustentable e inteligente, tiene tres pisos y 17.700 metros cuadrados sobre la Avenida Piedrabuena y emplea a 1.138 personas.
La obra fue realizada por el Gobierno de la Ciudad a través de un trabajo en conjunto entre el Ministerio de Desarrollo Urbano y Transporte y el Ministerio de Desarrollo Humano y Hábitat. El 11 de julio de 2019, la nueva sede ministerial se inauguró.